# Молодіжне (Краснопрісненський сільський округ)
Молоді́жне (каз. Молодежный) — село у складі Мендикаринського району Костанайської області Казахстану. Входить до складу Краснопрісненського сільського округу.
Населення — 60 осіб (2021; 91 у 2009, 133 у 1999, 158 у 1989).
У радянські часи село називалося Молодіжний.